# Agylla xanthocraspidus
Agylla xanthocraspidus är en fjärilsart som beskrevs av Rothschild 1920. Agylla xanthocraspidus ingår i släktet Agylla och familjen björnspinnare. Inga underarter finns listade i Catalogue of Life.